# متلازمة XYYY
متلازمة XYYY هي اضطراب صبغي، يكون لدى الذكر المصاب نسختان إضافيتان من الصبغي الجنسي Y. المتلازمة نادرة بشكل استثنائي، سُجّلَت منها اثنتا عشرة حالة فقط. النمط الظاهري للمتلازمة متغاير، ولكن يبدو أنها أكثر شدة من متلازمة XYY. تشمل السمات الشائعة تخلّف عقلي حدودي إلى معتدل، وعقم، والتحام العظمين الزندي والكعبري، وفي بعض الحالات طول قامة.

## تظاهرات المتلازمة
تعتبر أعراض متلازمة XXYY متنوعة، وغير واضحة بشكل جيد حتى هذا الوقت. يُشتبه أن العديد من حالات متلازمة XYYY قد تكون خفيفة أو بدون أعراض، نظرًا لأن جميع الحالات المعروفة شُخصَّت بعد الولادة، ومن المعروف أن متلازمة XYY المماثلة تمتلك نمط ظاهري أكثر اعتدالًا عند تشخيصها في فترة ما قبل الولادة بالمقارنة مع بعد الولادة.
تتباين القدرات الفكرية لحالات XYYY المعروفة، خاصة في حالات الفسيفساء الجينية، ولكنها في معظم الحالات تكون في نطاق الأداء الفكري الحدودي. غالبًا ما يكون معدل الذكاء في الأداء أعلى من معدل الذكاء اللفظي. سُجلَت تأخيرات خفيفة في الكلام. مهارات الرعاية الذاتية الأساسية كاستخدام المرحاض، وارتداء الملابس، وتناول الطعام، والنظافة طبيعية أو متأخرة قليلًا على الأكثر. لوحظ عدد من التشوهات الهيكلية الطفيفة كتقوّس الأصابع، والتحام العظمين الزندي والكعبري (التحام العظام الطويلة في الساعد)، وسوء نمو الأسنان. لوحظت هذه الموجودات أيضًا في اضطرابات اختلال صيغة صبغية جنسية أخرى. يكون الطول طبيعي إلى طويل، سُجَّل طول قامة بشكل استثنائي لدى بعض الحالات. لا ترتبط متلازمة XYYY بأي تشوهات جسدية أو تشوهات في الوجه، بصرف النظر عن حب الشباب الشديد في مرحلة المراهقة.
يعتبر الوصول إلى استنتاجات حول الأداء الجنسي والتكاثر لدى الذكور المصابين بالمتلازمة صعبًا، نظرًا لقلة أعداد الحالات التي أُبلِغ عنها. يبدو أن انخفاض هرمون التستوستيرون مرتبط بالإصابة. يعاني جميع الرجال البالغين الذين يمتلكون النمط النووي 48 XYYY غير المُزيَّق المعروفون في الأدبيات الطبية من فقد النطاف، إلا أن رجلًا واحدًا لديه نمط نووي مُزيَّق 46XY/XYYY 48 يمتلك أدلة على تكوين الحيوانات المنوية. لدى بعض البالغين سلوك جنسي متهور أو عدواني، بينما لدى البعض الآخر دوافع جنسية منخفضة من دون اهتمام جنسي واضح، ويعاني أحد الأفراد المصابين بالمتلازمة من اضطراب هوية جندرية. ومن بين الحالات المسجّلة المصابة بمتلازمة XYYY رجلان يمتلكان حياة مستقلة، متزوجان ويعملان، ولم يتلقيان أي عناية طبية سوا تلك المرتبطة بالعقم.
ترتبط مشكلات سلوكية متفاوتة في الشدة بالإصابة بهذه المتلازمة. نُقِل بعض المرضى إلى مدارس خاصة، أو منازل جماعية ذات إجراءات أمنية مشددة، أو مؤسسات بسبب السلوك العدواني الشديد. ولكن يمتلك أغلب المرضى الذين يعانون من مشاكل سلوكية شديدة مشاكل عائلية أو تعرّضوا سابقًا لسوء المعاملة. في حين يؤكّد البعض أن العدوانية سمة مميزة للمتلازمة، تؤكّد غالبية تقارير الوالدين من جمعية خيرية رائدة لاضطراب الصبغيات على فقد الشعور بالأمان، وعدم النضج، والخجل. على الرغم من أن المراهقين الذين يعانون من متلازمة XYYY قد يكونون من النوع المعرض للخطر، إلا أنهم قادرون على بناء هوية إيجابية، وأظهرت العديد من تقارير الحالات التي درست مراهقين مصابين بالمتلازمة رغبتهم ببناء علاقات صحية، والاندماج بشكل جيد في المجتمع.